# Henry Lewy
Henry Lewy (Alemanha, 31 de maio de 1926 Arizona, 8 de abril de 2006) foi um engenheiro de áudio e produtor musical norte-americano.